# Charanyca
Charanyca is een geslacht van nachtvlinders uit de familie Noctuidae.

## Soorten
- Charanyca apfelbecki (Rebel, 1901)
- Charanyca docilis (Walker, 1857)
- Charanyca ferrosqualida Simonyi, 1996
- Charanyca ferruginea (Esper, [1785])
- Charanyca trigrammica (drielijnuil) (Hufnagel, 1766)